# Attaque Team Gusto/Saison 2016
Dieser Artikel listet Erfolge und Fahrer des Radsportteams Attaque Team Gusto in der Saison 2016 auf.

## Erfolge in der UCI Asia Tour 2016
| Datum       | Rennen                         | Kat. | Fahrer        |
| ----------- | ------------------------------ | ---- | ------------- |
| 1.–6. April | Gesamtwertung Tour of Thailand | 2.2  | Benjamin Hill |

## Erfolge in der UCI Asia Tour 2017
| Datum       | Rennen                       | Kat. | Fahrer        |
| ----------- | ---------------------------- | ---- | ------------- |
| 8. November | 3. Etappe Tour of Taihu Lake | 2.1  | Cameron Bayly |

## Abgänge – Zugänge
| Zugänge                      | Team 2015                                | Abgänge       | Team 2016                     |
| ---------------------------- | ---------------------------------------- | ------------- | ----------------------------- |
| Guy Kalma                    |                                          | Shu Min Liu   |                               |
| Wen Chung Huang              | RTS-Santic Racing Team                   | Jin Cheng Hoh |                               |
| Tzu Wei Lin                  |                                          | Ronald Yeung  | Wisdom-Hengxiang Cycling Team |
| Qi Min Wing                  |                                          | Yin-Chih Wang |                               |
| Rico Rogers                  | African Wildlife Safaris Cycling Team    | Eric Sheppard |                               |
| Sam Dobbs                    |                                          | Chao Kai Chin |                               |
| Ming Chih Chung              |                                          | Chan Jae Jang |                               |
| Timothey Guy                 | search2retain-health.com.au Cycling Team | Thomas Rabou  | Wisdom-Hengxiang Cycling Team |
| Theodre Yates (ab 1. Mai)    | Navitas Satalyst Racing team             |               |                               |
| Luke Parker (ab 26. Oktober) | Charter Mason Giant Racing Team          |               |                               |
| Cameron Bayly                | search2retain-health.com.au Cycling Team |               |                               |
| Benjamin Hill                | Charter Mason Giant Racing Team          |               |                               |
| Alder Martz                  | search2retain-health.com.au Cycling Team |               |                               |
| Alistair Donohoe             | search2retain-health.com.au Cycling Team |               |                               |
| Jai Hindley                  |                                          |               |                               |

## Mannschaft
| Name             | Geburtstag         | -                  | Cameron Bayly | 11. Oktober 1990 | Australien |
| Ming Chih Chung  | 27. Februar 1987   | Chinesisch Taipeh  |               |                  |            |
| Sam Dobbs        | 14. März 1997      | Neuseeland         |               |                  |            |
| Alistair Donohoe | 3. März 1995       | Australien         |               |                  |            |
| Timothey Guy     | 16. Mai 1989       | Australien         |               |                  |            |
| Benjamin Hill    | 5. Februar 1990    | Australien         |               |                  |            |
| Jai Hindley      | 5. Mai 1996        | Australien         |               |                  |            |
| Wen Chung Huang  | 20. September 1990 | Chinesisch Taipeh  |               |                  |            |
| Guy Kalma        | 19. Januar 1995    | Australien         |               |                  |            |
| Tzu Wei Lin      | 3. November 1983   | Chinesisch Taipeh  |               |                  |            |
| Shao Hsuan Lu    | 26. März 1994      | Chinesisch Taipeh  |               |                  |            |
| Alder Martz      | 9. November 1990   | Vereinigte Staaten |               |                  |            |
| Luke Parker      | 21. Oktober 1993   | Australien         |               |                  |            |
| Rico Rogers      | 25. April 1978     | Australien         |               |                  |            |
| Qi Min Wu        | 16. März 1996      | Chinesisch Taipeh  |               |                  |            |
| Theodore Yates   | 28. Februar 1995   | Chinesisch Taipeh  |               |                  |            |